# Élections législatives de 1973 en Dordogne
Les élections législatives françaises de 1973 se déroulent les 4 et 11 mars 1973. Dans le département de la Dordogne, quatre députés sont à élire dans le cadre de quatre circonscriptions.

## Élus
| Circonscription | Député sortant                          | Parti | Parti      | Député élu ou réélu | Parti | Parti |
| --------------- | --------------------------------------- | ----- | ---------- | ------------------- | ----- | ----- |
| 1re             | Claude Guichard suppléant de Yves Guéna |       | RI         | Yves Guéna          |       | UDR   |
| 2e              | Jean Capelle                            |       | UDR (app.) | Louis Pimont        |       | PS    |
| 3e              | Pierre Beylot                           |       | UDR        | Alain Bonnet        |       | MRG   |
| 4e              | Pierre Janot                            |       | UDR        | Lucien Dutard       |       | PCF   |

## Résultats

### Résultats à l'échelle du département
| Parti                 | Parti                                   | Premier tour | Premier tour | Second tour | Second tour | Sièges |
| Parti                 | Parti                                   | Voix         | %            | Voix        | %           | Sièges |
| --------------------- | --------------------------------------- | ------------ | ------------ | ----------- | ----------- | ------ |
|                       | Parti communiste français               | 52 574       | 24,46        | 53 848      | 24,54       | 1      |
|                       | Mouvement des radicaux de gauche        | 27 990       | 13,02        | 31 834      | 14,50       | 1      |
|                       | Parti socialiste                        | 27 180       | 12,64        | 27 714      | 12,63       | 1      |
|                       | Parti socialiste unifié                 | 2 662        | 1,24         |             |             | 0      |
|                       | Union de la gauche                      | 110 406      | 51,36        | 113 396     | 51,67       | 3      |
|                       |                                         |              |              |             |             |        |
|                       | Union des démocrates pour la République | 62 632       | 29,14        | 81 290      | 37,04       | 1      |
|                       | Républicains indépendants               | 9 129        | 4,24         | 24 762      | 11,28       | 0      |
|                       | Centre démocratie et progrès            | 6 548        | 3,04         |             |             | 0      |
|                       | Divers droite                           | 619          | 0,29         | 0           |             |        |
|                       | Union des républicains de progrès       | 78 928       | 36,71        | 106 052     | 48,33       | 1      |
|                       |                                         |              |              |             |             |        |
|                       | Mouvement réformateur                   | 21 001       | 9,77         |             |             | 0      |
|                       | Indépendant                             | 2 353        | 1,09         | 0           |             |        |
|                       | Gaulliste (Union travailliste)          | 1 202        | 0,56         | 0           |             |        |
|                       | Lutte ouvrière                          | 1 049        | 0,49         | 0           |             |        |
|                       |                                         |              |              |             |             |        |
| Inscrits              | Inscrits                                | 260 120      | 100,00       | 257 824     | 100,00      | 4      |
| Abstentions           | Abstentions                             | 40 034       | 15,39        | 34 221      | 13,27       |        |
| Votants               | Votants                                 | 220 086      | 84,61        | 223 603     | 86,73       |        |
| Blancs et nuls        | Blancs et nuls                          | 5 147        | 2,34         | 4 155       | 1,86        |        |
| Exprimés              | Exprimés                                | 214 939      | 97,66        | 219 448     | 98,14       |        |
| Source : Data.gouv.fr |                                         |              |              |             |             |        |

### Résultats par circonscription

#### Première circonscription (Périgueux)
| Candidat       | Candidat                 | Parti          | Premier tour | Premier tour | Second tour | Second tour |  |
| Candidat       | Candidat                 | Parti          | Voix         | %            | Voix        | %           |  |
| -------------- | ------------------------ | -------------- | ------------ | ------------ | ----------- | ----------- |  |
|                | Yves Guéna sortant réélu | UDR (URP)      | 26 200       | 44,94        | 32 021      | 54,88       |  |
|                | Yves Péron               | PCF            | 15 902       | 27,27        | 26 321      | 45,11       |  |
|                | Aris Salviat             | MRG (UGSD)     | 11 238       | 19,27        | Retrait     | Retrait     |  |
|                | Alain Chabanne           | MR             | 3 903        | 6,69         |             |             |  |
|                | Edmond Simavilla         | LO             | 1 049        | 1,79         |             |             |  |
|                |                          |                |              |              |             |             |  |
| Inscrits       | Inscrits                 | Inscrits       | 68 406       | 100,00       | 68 363      | 100,00      |  |
| Abstentions    | Abstentions              | Abstentions    | 8 977        | 13,12        | 7 654       | 11,2        |  |
| Votants        | Votants                  | Votants        | 59 429       | 86,88        | 60 709      | 88,8        |  |
| Blancs et nuls | Blancs et nuls           | Blancs et nuls | 1 137        | 1,91         | 2 367       | 3,9         |  |
| Exprimés       | Exprimés                 | Exprimés       | 58 292       | 98,09        | 58 342      | 96,1        |  |

#### Deuxième circonscription (Bergerac)
| Candidat       | Candidat             | Parti                          | Premier tour | Premier tour | Second tour | Second tour |  |
| Candidat       | Candidat             | Parti                          | Voix         | %            | Voix        | %           |  |
| -------------- | -------------------- | ------------------------------ | ------------ | ------------ | ----------- | ----------- |  |
|                | Louis Pimont élu     | PS (UGSD)                      | 14 423       | 28,28        | 27 714      | 52,81       |  |
|                | Claude Guichard      | RI (URP)                       | 9 129        | 17,90        | 24 762      | 47,18       |  |
|                | François Viguera     | PCF                            | 8 802        | 17,26        | Retrait     | Retrait     |  |
|                | Jean-Pierre Joussain | CD (MR)                        | 6 763        | 13,26        | Retrait     | Retrait     |  |
|                | Bertrand des Garets  | CDP (URP)                      | 6 548        | 12,84        | Retrait     | Retrait     |  |
|                | Jean Royère          | IND                            | 2 353        | 4,61         |             |             |  |
|                | Robert Aulong        | Gaulliste (Union travailliste) | 1 202        | 2,35         |             |             |  |
|                | Lino Ottogali        | PSU                            | 1 146        | 2,25         |             |             |  |
|                | M. Holtzheyer        | Divers droite                  | 619          | 1,21         |             |             |  |
|                |                      |                                |              |              |             |             |  |
| Inscrits       | Inscrits             | Inscrits                       | 62 941       | 100,00       | 60 633      | 100,00      |  |
| Abstentions    | Abstentions          | Abstentions                    | 10 739       | 17,06        | 8 659       | 14,28       |  |
| Votants        | Votants              | Votants                        | 52 202       | 82,94        | 51 974      | 85,72       |  |
| Blancs et nuls | Blancs et nuls       | Blancs et nuls                 | 1 217        | 2,33         | 1 289       | 2,48        |  |
| Exprimés       | Exprimés             | Exprimés                       | 50 985       | 97,67        | 50 685      | 97,52       |  |

#### Troisième circonscription (Nontron)
| Candidat       | Candidat              | Parti          | Premier tour | Premier tour | Second tour | Second tour |  |
| Candidat       | Candidat              | Parti          | Voix         | %            | Voix        | %           |  |
| -------------- | --------------------- | -------------- | ------------ | ------------ | ----------- | ----------- |  |
|                | Pierre Beylot sortant | UDR (URP)      | 17 710       | 33,24        | 23 165      | 42,11       |  |
|                | Alain Bonnet élu      | MRG (UGSD)     | 16 752       | 31,44        | 31 834      | 57,88       |  |
|                | Pierre Passerieux     | PCF            | 14 126       | 26,51        | Retrait     | Retrait     |  |
|                | Henry Laforest        | Rad (MR)       | 4 680        | 8,78         |             |             |  |
|                |                       |                |              |              |             |             |  |
| Inscrits       | Inscrits              | Inscrits       | 64 720       | 100,00       | 64 777      | 100,00      |  |
| Abstentions    | Abstentions           | Abstentions    | 10 035       | 15,51        | 9 448       | 14,59       |  |
| Votants        | Votants               | Votants        | 54 685       | 84,49        | 55 329      | 85,41       |  |
| Blancs et nuls | Blancs et nuls        | Blancs et nuls | 1 417        | 2,59         | 330         | 0,6         |  |
| Exprimés       | Exprimés              | Exprimés       | 53 268       | 97,41        | 54 999      | 99,4        |  |

#### Quatrième circonscription (Sarlat)
| Candidat       | Candidat             | Parti          | Premier tour | Premier tour | Second tour | Second tour |  |
| Candidat       | Candidat             | Parti          | Voix         | %            | Voix        | %           |  |
| -------------- | -------------------- | -------------- | ------------ | ------------ | ----------- | ----------- |  |
|                | Pierre Janot sortant | UDR (URP)      | 18 722       | 35,73        | 26 104      | 48,67       |  |
|                | Lucien Dutard élu    | PCF            | 13 744       | 26,23        | 27 527      | 51,32       |  |
|                | Gérard Jaquet        | PS (UGSD)      | 12 757       | 24,34        | Retrait     | Retrait     |  |
|                | Claude Labalue       | Rad (MR)       | 5 655        | 10,79        |             |             |  |
|                | Jean Vilatte         | PSU            | 1 516        | 2,89         |             |             |  |
|                |                      |                |              |              |             |             |  |
| Inscrits       | Inscrits             | Inscrits       | 64 053       | 100,00       | 64 051      | 100,00      |  |
| Abstentions    | Abstentions          | Abstentions    | 10 343       | 16,15        | 8 460       | 13,21       |  |
| Votants        | Votants              | Votants        | 53 710       | 83,85        | 55 591      | 86,79       |  |
| Blancs et nuls | Blancs et nuls       | Blancs et nuls | 1 316        | 2,45         | 1 960       | 3,53        |  |
| Exprimés       | Exprimés             | Exprimés       | 52 394       | 97,55        | 53 631      | 96,47       |  |